# خولیو روداس
خولیو روداس (اسپانیایی: Julio Rodas‎؛ زادهٔ ۹ دسامبر ۱۹۶۶) بازیکن فوتبال اهل گواتمالا بود.
از باشگاه‌هایی که در آن بازی کرده است می‌توان به باشگاه فوتبال مونیسیپال، باشگاه فوتبال فاس، و باشگاه فوتبال کامیونیکیشنس اشاره کرد.
وی همچنین در تیم ملی فوتبال گواتمالا بازی کرده است.